# Saturday Light Naive
Saturday Light Naive är Elin Sigvardssons debutalbum och släpptes våren 2003. Skivan producerades av Lars Winnerbäck och spelades in i Sandkvie studio på Gotland.
Från skivan utgavs flera singlar: Paper Cup Words (2003), Where to Start (2003), When It Comes to You (2003) och A Person Called She (2004). Ingen av dess nådde någon listplacering. When It Comes to You utgavs även som 7"-singel 2006.

## Låtlista
1. "When It Comes to You" (4:04)
2. "Where to Start" (3:54)
3. "Cruise & Crash" (4:07)
4. "Dear I" (3:31)
5. "Paper Cup Words" (4:10)
6. "Treading Water" (4:31)
7. "You Get What You Earn" (4:01)
8. "A Person Called She" (3:27)
9. "If I" (4:12)
10. "Like a Charm" (3:32)
11. "When I Leave" (4:01)

## Medverkande (ej komplett)
- Björn Engelmann - mastering
- Ronny Lahti - mixning
- Lars Winnerbäck - producent

## Mottagande
Expressen gav betyget 2/5.

## Listplaceringar
| Lista (2003-2004) | Topplacering |
| ----------------- | ------------ |
| Sverige           | 14           |